# Taktično transportno letalo
Taktična transportna letala so vrsta vojaških letal, ki niso oborožena, in so namenjena za transport vojakov in vojaške opreme.

## Seznami
- seznam taktičnih transportnih letal druge svetovne vojne